# Cintaraja
Cintaraja is een bestuurslaag in het regentschap Tasikmalaya van de provincie West-Java, Indonesië. Cintaraja telt 9114 inwoners (volkstelling 2010).